# Gohado
Gohado är en ö i Sydkorea.   Den ligger i provinsen Södra Jeolla, i den sydvästra delen av landet, 300 km söder om huvudstaden Seoul. Arean är 1,7 kvadratkilometer.
Terrängen på Gohado är platt. Öns högsta punkt är 54 meter över havet. Den sträcker sig 3,0 kilometer i nord-sydlig riktning, och 1,9 kilometer i öst-västlig riktning.  Runt Gohado är det i huvudsak tätbebyggt.